# Robert Desmarets
Robert Auguste Desmarets né le 25 juin 1887 à Falaise (Calvados) et mort le 16 mars 1947 à Paris 4e, est un journaliste de « L'Auto » et une personnalité du cyclisme de l'entre deux guerres.
Directeur des vélodromes parisiens, créateur des Six jours de Paris en 1913, il est le père de l'actrice Sophie Desmarets.

## Biographie
Fils et petit-fils d'officiers d'infanterie, Robert Desmarets entre à l'école supérieure de commerce de Nancy en 1904. En 1907, tout en étant étudiant, il devient correspondant de « L'Auto »,. Ancien joueur de football, il est rédacteur spécialiste de cette discipline à « L'Auto ». Il accompagne l'équipe de France dans ses déplacements, notamment aux JO de 1908.
Il devient l'assistant d'Henri Desgranges, en 1909, commissaire de course sur le Tour de France. 
En 1910, Desmarets, membre du Cercle athlétique de Paris, est un des membres fondateurs de la Ligue de Football Association,. 
Robert Desmarets crée les six jours de Paris en 1913 et recrée, en 1919, la « Course de la Médaille »  dirigé par Jean Michel du Voltaire-Sportif au Vél d'hiv
Il devient directeur du Vél d'hiv en 1919, du Parc des Princes, en 1921, puis directeur des vélodromes parisiens, jusqu'en 1934. Il établit tous les programmes des réunions cyclistes dans les deux établissements. C'est lui qui engage les coureurs, ordonne le spectacle, veille aux portes, commande au service d'ordre, organise la publicité de l'épreuve des six jours et s'assure que son intérêt ne faiblit pas. Il est secondé par Charles Joly. 
Directeur de la publicité à « L'Auto », en 1929, Henri Desgranges  lui demande d’étudier la présence d’une « publicité ambulante ». Ainsi apparaît donc la première caravane publicitaire sur le Tour de France. 
En 1931, le Vél d'hiv est rénové par l'américain Jeff Dickson qui avec sa compagnie, la Jeff Dickson International Sports, organise en plus des traditionnels matchs de boxe et course de vélos, d'autres compétitions sportives dans l'enceinte. Le conflit entre Desmarets et Dickson est patent.
Robert Desmarets devient directeur du Palais des Sports de Bruxelles en 1937.
|                                                                               |
| Robert Desmarets par Mich paru dans "La Vie au grand air" du 20 novembre 1919 |

|                                                                                     |
| Robert Desmarets et Robert Coquelle par Sam, dans "La Pédale" du 26 septembre 1923. |

| |
| Joe Chapman, Schwarz et Robert Desmarets par Plunkett paru dans "Match, l'intran" du 20 mars 1928. |

|                                                                                |
| Robert Desmarets par Schira paru dans "La Culture physique" de septembre 1930. |

## Film
Bob Desmarets joue son propre rôle, de directeur du Vel' d'Hiv,  dans « Le Roi des resquilleurs » film français réalisé par Pierre Colombier, sorti en 1930.

## Distinctions
- Chevalier de la Légion d'honneur au titre du ministère de la Guerre (décret du 25 juillet 1929).